# Francesc Roura Carreras
Francesc Roura Carreras (1927-2012) Pioner de l'aeromodelisme per radiocontrol en l'Aeroclub Barcelona-Sabadell, va ser el segon president de la reinstaurada Federació Aèria Catalana entre 1989 i 1999.
Aficionat a tots tipus d'esport, esquí, nàutica, aviació, radioaficionat, va ser president de l'associació Nacional de Optimist durant quatre anys, on Espanya va conquerir el Campionat del Món a Karlskrona (Suècia) i un subcampionat a Suïssa. S'inicia en l'aeromodelisme i contribueix a la construcció de les pistes de vol circular de Montjuïc fins que el 1958 guanya el Campionat d'Europa d'Aeromodelisme que es va disputar a Barcelona, i el 1978 comença a volar amb ala delta i vol a vela. El 1982 obté el títol de pilot d'ultralleugers. Va entrar a la Federació Aèria Catalana com a cap de l'Àrea d'Ultralleugers l'any 1986, i el 1989 en va ser elegit president. Durant els seus deu anys de mandat, es van inaugurar deu camps de vol a Catalunya i la federació va estrenar un nou local. La Federació Aeronàutica Internacional, li concedí la Medalla de gratitud pels treballs realitzats i el Diploma Paul TissandierPaul Tissandier en l'Assemblea celebrada a Paris el 1999.